# الکساندر سمنیوک
الکساندر سمنیوک (اوکراینی: Олександр Дмитрович Семенюк؛ زادهٔ ۲۰ فوریهٔ ۱۹۸۷) بازیکن فوتبال اهل اوکراین است.
از باشگاه‌هایی که در آن بازی کرده‌است می‌توان به باشگاه فوتبال شاختار دونتسک و باشگاه فوتبال اوبولون-برووار کیف اشاره کرد.